# Problepsis auriculifera
Problepsis auriculifera är en fjärilsart som beskrevs av W. Warren 1897. Problepsis auriculifera ingår i släktet Problepsis och familjen mätare. Inga underarter finns listade i Catalogue of Life.